# Papyrus 17
Papyrus 17 (volgens de nummering van Gregory-Aland, of {\displaystyle {\mathfrak {P}}^{17}}), is een oude kopie van het Griekse Nieuwe Testament.

## Beschrijving
Het is een handschrift op papyrus van Brief aan de Hebreeën (9,12-19) in Griekse, op grond van het schrifttype wordt het gedateerd in de vroege 4e eeuw.
Het handschrift bevindt zich in het Cambridge University Library (Add. 5893) in Cambridge.

## Tekst
De codex is een representant van het Alexandrijnse tekst. Kurt Aland plaatste de codex in Categorie II.